# Christine Love
 (novembre 2024).
Œuvres principales
Digital: A Love Story (2010)

don't take it personally, babe, it just ain't your story (2011)

Analogue: A Hate Story (2012)
Christine Love, née le 10 décembre 1989[réf. nécessaire], est une créatrice indépendante de visual novels vivant en Ontario au Canada. Elle est surtout connue pour ses trois principaux travaux : Digital: A Love Story, Don't take it personally, babe, it just ain't your story et Analogue: A Hate Story.

## Biographie
Christine Love a commencé à créer des visual novels lors de ses études universitaires[Où ?]. En 2011, après la sortie de Love and Order, un jeu de type dating-sim, elle commence à se dire que créer des jeux et des visual novels pourrait devenir une activité professionnelle à part entière. Elle arrête ses études universitaires alors qu'elle écrit Analogue: A Hate Story en 2012, également pour pouvoir se concentrer pleinement sur le développement de visual novels et de jeux, ce qui aujourd'hui est sa source de revenus[réf. nécessaire].

## Travaux

### Digital: A Love Story(2010)
Digital: A Love Story est sorti gratuitement en février 2010. Se situant "cinq minutes dans le futur en l'année 1988", Digital raconte l'histoire de la relation en ligne entre le silencieux protagoniste et une fille nommée * Emilia, dans un contexte de morts mystérieuses concernant de nombreuses intelligences artificielles. L'intégralité du jeu est présentée à travers une interface d'ordinateur des années 1980 avec accès en ligne à des BBS contenants posts et messages d'autres personnages. Les messages du protagoniste sont sous-entendus mais jamais montrés.

### don't take it personally, babe, it just ain't your story(2011)
don't take it personally, babe, it just ain't your story (stylisé en minuscules) a été développé en un mois et est sorti gratuitement le 4 avril 2011. Il s'agit d'une suite spirituelle à Digital. On y suit John Rook, un enseignant de littérature dans une école privée durant un semestre en 2027. Il peut accéder aux messages privés de ses étudiants lorsqu'il le souhaite via le réseau social de l'école. Don't take it personally aborde des thèmes comme la vie privée et les relations sociales dans le futur.

### Analogue: A Hate Story(2012)
Analogue: A Hate Story (en coréen : 아날로그) propose une intrigue se déroulant des siècles après Digital: A Love Story. Elle tourne autour d'un enquêteur anonyme dont le travail est de découvrir la raison pour laquelle un vaisseau de colonisation interstellaire a disparu, avant de réapparaître subitement sur les radars 600 ans plus tard. Les thèmes de ce jeu concernent les interactions hommes/ordinateurs, les relations interpersonnelles, et du mouvement LGBT. Mais il se concentre sur « le transhumanisme, le mariage traditionnel, la solitude et le cosplay ».

### Ladykiller in a Bind(2016)
Ladykiller in a Bind est une comédie romantique et érotique décrite comme traitant de « la manipulation sociale, le transformisme et des filles attachant d'autres filles. ».